# Otostigmus muticus
Otostigmus muticus är en mångfotingart som beskrevs av Karsch 1888. Otostigmus muticus ingår i släktet Otostigmus och familjen Scolopendridae.
Artens utbredningsområde är Peru. Inga underarter finns listade i Catalogue of Life.